# Tauhid
Tauhid è un album discografico del musicista jazz statunitense Pharoah Sanders, pubblicato dalla Impulse! Records nel 1966.

## Tracce
Musiche di Pharoah Sanders.
1. Upper Egypt and Lower Egypt – 16:12
2. Japan – 3:22
3. Aum/Venus/Capricorn Rising (Medley) – 14:46

## Musicisti
- Pharoah Sanders – sassofono tenore, sassofono contralto, ottavino, voce
- Dave Burrell – pianoforte
- Henry Grimes – contrabbasso
- Sonny Sharrock – chitarra
- Roger Blank – batteria
- Nat Bettis – percussioni